# Платинатригадолиний
Пла̀тинатригадоли́ний — бинарное неорганическое соединение, интерметаллид
платины и гадолиния
с формулой PtGd3,
кристаллы.

## Получение
- Сплавление стехиометрических количеств чистых веществ:

{\displaystyle {\mathsf {Pt+3Gd\ {\xrightarrow {1250^{o}C}}\ Gd_{3}Pt}}}

## Физические свойства
Платинатригадолиний образует кристаллы ромбической сингонии, пространственная группа P nma, параметры ячейки a = 0,7125 нм, b = 0,9631 нм, c = 0,6460 нм, Z = 4,
структура типа карбида трижелеза Fe3C
.
Соединение образуется по перитектической реакции при температуре ≈1250 °C.